# Proceso de Lévy
Un proceso de Lévy es un proceso estocástico estacionario de tiempo continuo {\displaystyle \{X_{t}\}_{t\geq 0}} en el que los incrementos en el valor del proceso no dependen de sus valores pasados. Este tipo de procesos fueron analizados por Paul Lévy en los años 1930 generalizando los trabajos de Norbert Wiener.
Intuitivamente, un proceso de Lévy representa el movimiento de un punto cuyos desplazamientos sucesivos son aleatorios e independientes, y estadísticamente tienen la misma distribución sobre diferentes intervalos de tiempo de la misma longitud. En esas condiciones un proceso de Lévy puede verse como un análogo en tiempo continuo del paseo aleatorio.
Los procesos de Wiener (usados para modelizar el movimiento browniano) y los procesos de Poisson son casos particulares de procesos de Lévy, teniendo el primero trayectorias continuas casi seguro, mientras que el segundo tiene una cantidad numerable de saltos.

## Definición formal
Un proceso adaptado {\displaystyle X=\{X_{t}\}_{t\geq 0}} con {\displaystyle X_{0}=0} casi seguro es un proceso de Lévy si:
(i) {\displaystyle X} tiene incrementos independientes del pasado, es decir, {\displaystyle X_{t}-X_{s}} es independiente de la filtración {\displaystyle {\mathcal {F}}_{s},0\leq s<t<\infty };
(ii) {\displaystyle X} tiene incrementos estacionarios, es decir, {\displaystyle X_{t}-X_{s}} tiene la misma distribución que {\displaystyle X_{t-s},0\leq s<t<\infty }
(iii) {\displaystyle X_{t}} es continuo en probabilidad, es decir, {\displaystyle \lim _{t\to s}X_{t}=X_{s}}, donde el límite se toma en probabilidad.

## Ejemplos
- El movimiento browniano que puede ser adecuadamente modelizado por un proceso de Wiener que es un tipo particular de proceso de Lévy.
- La ocurrencia de terremotos de magnitud fijada en una región concreta se puede modelizar adecuadamente mediante una proceso de Poisson. En particular el número de terremotos en un intervalo de tiempo {\displaystyle [0,t]} viene dado por un proceso de Poisson, que también es un tipo de proceso de Lévy.

## Propiedades
- Dado un proceso de Lévy {\displaystyle X} la variable {\displaystyle X_{t}} tiene una distribución de probabilidad que es infinitamente divisible, y recíprocamente dada una medida {\displaystyle \mu } infinitamente divisible existe un proceso de Lévy {\displaystyle X} tal que la distribución de X1 es precisamente {\displaystyle \mu }.
- La función característica de un proceso de Lévy {\displaystyle f_{t}(u)=\phi _{X,t}(u)=\mathbb {E} \{\exp(iuX_{t})\}} que satisface {\displaystyle f_{0}(u)=1} y {\displaystyle f_{t+s}(u)=f_{t}(u)f_{s}(u)} y {\displaystyle f_{t}(u)\neq 0} para cualquier (t,u).
- Usando la continuidad en probabilidad (por la derecha) se tiene que {\displaystyle f_{t}(u)=\exp(-t\psi (u))0}, para cierta función que cumple que {\displaystyle \psi (0)=0}.
- Dado cualquier proceso de Lévy existe una modificación única (que difiere sólo en un conjunto de medida nula) que es un proceso càdlàg, por lo cual a efectos prácticos un proceso de Lévy puede tratarse siempre como un proceso càdlàg.
- Para un proceso de Lévy process con momentos finitos, los momentos de orden n {\displaystyle \mu _{n}(t)=\mathbb {E} (X_{t}^{n})} es una función polinómica de t que satisface la relación binomial:

{\displaystyle \mu _{n}(t+s)=\sum _{k=0}^{n}{n \choose k}\mu _{k}(t)\mu _{n-k}(s).}

## Representaciones generales

### Representación Lévy-Khintchine
La distribución de un proceso de Lévy se caracteriza por su función característica, que viene dada en detalle por la fórmula de Lévy-Khintchine: Si {\displaystyle X=(X_{t})_{t\geq 0}} es un proceso de Lévy, entonces su función característica {\displaystyle \phi _{X}(\theta )} viene dada por:

{\displaystyle \phi _{X}(\theta ):=\mathbb {E} {\Big [}e^{i\theta X_{1}}{\Big ]}=\exp {\Bigg (}ai\theta -{\frac {1}{2}}\sigma ^{2}\theta ^{2}+\int _{\mathbb {R} \backslash \{0\}}{\big (}e^{i\theta x}-1-i\theta x\mathbf {I} _{|x|<1}{\big )}\,\Pi (dx){\Bigg )}}

donde {\displaystyle a\in \mathbb {R} }, {\displaystyle \sigma \geq 0}, {\displaystyle \mathbf {I} } es la función indicatriz y {\displaystyle \Pi } es una medida sigma-finita denominada medida de Lévy de {\displaystyle X} que satisface la propiedad:

{\displaystyle \int _{\mathbb {R} \backslash \{0\}}1\wedge x^{2}\Pi (dx)<\infty .}

Un proceso de Lévy viene dado por tres elementos: un arrastre lineal, un movimiento browniano y una superposición de procesos de Poisson centrados e independientes con diferentes tamaños promedio de salto, {\displaystyle \Pi (dx)} representa la tasa de llegadas o intensidad del proceso de Poisson con salto de tamaño {\displaystyle x}. Estos tres componentes, y por tanto la representación de Lévy-Khintchine, queda totalmente determinada por la tripleta de Lévy-Khintchine {\displaystyle (a,\sigma ^{2},\Pi )}. En particular, los únicos procesos de Lévy (no-determinista) continuos son precisamente los movimientos brownianos con arrastre.

### Descomposición de Lévy–Itō
Cualquier proceso de Lévy puede descomponerse en suma de una movimiento browniano, un arrastres lineal y un proceso puro de salto que iguala los saltos del proceso de Lévy original. Este último proceso puede considerarse como una superposición de proceosos de Poisson centrados, por lo que forman un proceso de Poisson compuesto. La existencia de esa descomposición es un resultado matemático conocido como descomposición de Lévy–Itō.
Dada un tripleta de Lévy-Khintchine {\displaystyle (a,\sigma ^{2},\Pi )} existen tres procesos de Lévy indpendientes, que están definidos en el mismo espacio de probabilidad, {\displaystyle X^{(1)}}, {\displaystyle X^{(2)}}, {\displaystyle X^{(3)}} tales que:
- {\displaystyle X^{(1)}} es un movimiento browniano con arrastre, correspondiente a la parte absolutamente continua de la medida y que captura el coeficiente de arrastre  a y la difusión {\displaystyle \sigma ^{2}};
- {\displaystyle X^{(2)}} es un proceso de Poisson compuesto, correspondiente a los saltos de la medida singular W;
- {\displaystyle X^{(3)}} es una martingala de salto puro que casi con seguridad tiene una cantidad numeralble de saltos en un intervalo finito, correspondiendo a la parte sigularmente continua de la medida W.

El proceso definido por {\displaystyle X=X^{(1)}+X^{(2)}+X^{(3)}} es entonces un proceso de Lévy con tripleta {\displaystyle (a,\sigma ^{2},\Pi )}.
El proceso {\displaystyle X^{(3)}} puede descomponerse aún más en dos procesos independientes: el primero una marigingala de salto puro de media cero y saltos de menos de {\displaystyle 1} en valor absoluto, y el segundo un proceso de Poisson compuesto que describe los saltos de longitud mayor que uno en valor absoluto.